# Soldanellonyx miyakoensis
Soldanellonyx miyakoensis is een mijtensoort uit de familie van de Halacaridae. De wetenschappelijke naam van de soort is voor het eerst geldig gepubliceerd in 1957 door Imamura.